# 南京沙叶足球俱乐部
南京沙叶足球俱乐部是一家位于中国江苏省南京市的足球俱乐部，成立于2014年11月，以河海大学校队为主要班底，主场位于南京青奥体育公园。曾参加中国足球乙级联赛。2020年2月4日，南京沙叶因未按时提交2019年工资奖金确认表，无法获得新赛季联赛参赛资格。